# Australosphenida
A Australosphenida é um clado de mamíferos quase totalmente extinto. Apenas 5 espécies existem na Austrália e Nova Guiné. Registros fósseis podem também ser encontrados na Argentina e em Madagascar.
O clado foi proposto por Luo et al. (2001), e inicialmente permaneceu sem classificação, por não seguirem a classificação lineriana. Benton (2005) o classificou como "superdivisão", isto é, táxon um ou dois níveis abaixo da infraclasse.
Classe Mammalia
Subclasse Prototheria
Superdivisão Australosphenida
Ordem Monotremata
Subordem Platypoda
Família †Kollikodontidae
Família Ornithorhynchidae
Família †Steropodontidae
Subordem Tachyglossa
Família Tachyglossidae
Ordem †Ausktribosphenida
Família †Ausktribosphenidae